# بروسيلا
البروسيلا أو عصّية بروس جنس من البكتيريا سالبة غرام سميت بهذا الاسم نسبة ل ديفد بروس (1855-1931) ز هي جراثيم صغيرة أبعادها ( 0,5 – 0,7 ب 0,6 – 1,5 ). غير ممحفظة، ذات سياط،  و هي عصورات مجبرة داخل خلوية.
البروسيلا هي سبب داء البروسيلات، والذي يعد حيواني المنشأ.و هو ينتقل عبر تناول الطعام الملوث (كمنتجات الحليب غير المبستر )، لاتصال المباشر مع حيوان مخموج بالجرثوم، أو استنشاق الغبار الجوي الملوث به.
انتقاله من إنسان لآخر (خلال العلاقة الجنسية أو من الأم لطفلها ) أمر نادر جداً، لكن يبقى هذا الاحتمال وارداً.
يعتبر الحد الأدنى من التعرض لهذا الجرثوم والذي يسبب الخمج 10 – 100 جرثوم.
الأنواع المختلفة من البروسيلا متشابهة كثيراً وراثياً , على الرغم من أن كل واحدة منها لها مضيف نوعي مختلف عن البقية. من هنا تصنيف NCBI يتضمن معظم أنواع البروسيلا تحت اسم البروسيلا المالطية.
يمكن أن يسمى داء البروسيلات عدة أسماء تتضمن :
الحمى المالطية (مرض بانغ )
الحمى المتموجة (المجهضة التي تصيب الحيوانات )
حمى البحر الأبيض المتوسط (المجهضة المتوطنة بالحيوانات )
حمى روك ل جبرالتر (السارية عند العجول)
الحمى المعوية (المسببة لاتهاب البربخ عند العجول)
المجهضة المعدية (المسببة إجهاض عفوي )

## البروسيلا الإنسانية
عزل الاستاذ ديفد بروس البروسيلا المالطية من الجنود البريطانيين الذين توفوا بالحمى المالطية في مدينة مالطا.
بعد التعرض للخمج بالجرثوم، يبدي معظم الناس بشكل عام فترة حضانة 2 – 4 أسابيع قبل بدء ظهور الأعراض، والتي تتضمن حمى حادة متموجة (تظهر في أكثر من 90% من الحالات ) , صداع، ألم مفصلي (يظهر في أكثر من 50% ) تعرق ليلي، تعب، فقدان شهية.
فيما بعد يمكن أن تتضمن المضاعفات التهاب مفاصل، التهاب خصية وبربخ، إنتان فقري، داء البروسيلات العصبي، تشكل خراجات كبدية، التهاب شغاف، وعندها من الممكن أن تصبح مميتة.
عادة، لا تنتقل البروسيلا الإنسانية من إنسان لآخر. تتم العدوى عبر انتقالها من سوائل جسم الحيوانات المخموجة (غنم، ماشية، خنزير ) أو منتجاتها الطعامية (كالحليب غير المبستر والجبنة ).
تعتبر البروسيلا أيضاً جرثومة مهنية، بسبب الوقوع العالي للإصابات عند العاملين في مجالات يحتكون بها مع الحيوانات (كعمال المسالخ) , و يمكن أن تنتقل للإنسان أيضاً عبر استنشاق الغبار الجوي الملوث بها.
و مثلاً CDC صنفت أنواع البروسيلا بشكل كبير.
عند الإنسان والحيوان تبقى البكتيريا في النسج في الجهاز المناعي في الخلايا البالعة وحيدة النوى.بما فيها الطحال، الكبد، العقد اللمفاوية، نقي العظم. تستطيع البروسيلا أيضاً أن تستهدف السبيل التكاثري الذكري,*7* و هناك 500.000 حالة بروسيلا تحدث كل عام.
و قد كانت الحمى المالطية مشكلة صحية أساسية للعساكر البريطانيين في مالطا في القرن التاسع عشر وأوائل العشرين، وكانت تتسبب ب 6000 حالة و 574 وفاة في عام 1860.
(ج. أ ماراستون ) جراح مساعد في الجيش البريطاني في مالطا أعطى أول توصيف دقيق للمرض أسماه حمى البحر الأبيض المتوسط المعوية المتموجة (المتقطعة ). في عام 1897 (أ. ي. رايت) اختصاصي في علم التشريح المرضي في الجيش البريطاني طور اختبار تراص مشخص للمرض.
في عام 1905(زاميت) طبيب من مالطا عرف الماعز على أنها مصدر للخمج.
(ي. بانغ ) مزارع بريطاني وصف العامل الممرض داخل الخلوي المسبب للإجهاض في الماشية عام 1897 و سماه البروسيلا المجهضة. عام 1918(أ ز إيفانس ) اختصاصي في علم الأحياء الدقيقة في أمريكا ربط بين البروسيلا المجهضة وبين عصيات المالطية الدقيقة وصنفهم ضمن فصيلة الجراثيم.
في عام 1914 عزل موهلر عضو دقيق من كبد وطحال الخنازير ,
البروسيلا الخنزيرية، البروسيلا المستجدة، البروسيلا الغنمية، البروسيلا الكلبية وصفوا غي عام 1957و 1963و1966 بشكل جيد.

## الانتشار (الانتقال)
المرض الحيواني المصدر الآتي من الحيوانات الأليفة يحدث بعد الاتصال مع الحليب، البول، الأعضاء التناسلية لها، والتي تتركز فيها العضويات المسببة. بعض خوازن المرض تتضمن الجواميس وغيرها، ولكن بشكل أساسي يكون الخازن الماشية.
عند الإنسان يكتسب المرض من شرب الحليب غير المبستر، والححم و منتجاته غير المطهوة جيداً (المستهلكين) استنشاق في المخبر (عمال المخابر), انثقاب الجلد العرضي (غير المقصود) أو كشطه (الفلاحين، عمال المسالخ، عمال المزارع ), و بشكل نادر عبر الملتحمة، نقل الدم، عبر المشيمة، ومن إنسان لآخر.

## المرض الإنساني
داء البروسيلات يمكن أن يؤثر على أي جهاز أو أي عضو في الجسم و 905 من المرضى لديهم حمى متموجة(دورية)على الرغم من تنوع الأعراض، يمكن أن تتضمن العلامات السريرية التالية صداع، ضعف، ألم مفصلي، اكتئاب، فقد وزن، تعب، سوء وظيفة كبد. يعتبر العرق سيء الرائحة علامة كلاسيكية. حوالي 20-60 % من المرضى لديهم شكايات عظمية ومفصلية (التهاب مفاصل، إنتان فقري، التهاب عظم ونقي) قد تحدث ضخامة كبدية، وقد تحدث أيضاً اختلاطات في السبيل الموي الهضمي.
حوالي 2-20 % من الحالات يصاب السبيل البولي التناسلي أيضاً , و تعد التهاب الخصية والبربخ الإصابة الأكثر شيوعاً فيه.الأعراض العصبية تتضمن الاكتئاب وحالة من التعب العقلي، وقد تتضمن الأعراض القلبية التهاب شغاف ينتهي بالوفاة.
داء البروسيلات المزمن من الصعب تحديده سواء طوله أو نوعه أو استجابته للمعالجة.

## المميزات والمواصفات
أنواع البروسيلا هي جراثيم صغيرة سلبية الغرام، عصورات مخيرة، معظمها لا تملك محفظة، ولا أبواغ، ولا بلاسميدات فطرية.
هي عضويات داخل خلوية في جسم المضيف، وتبدي مقاومة للظروف البيئية خارج المضيف.
تتحمل ارتفاع درجات الحرارة وال Ph , كما تتحمل الرطوبة، وتبقى حية في الأماكن المجمدة.
تخمج العديد من الأنواع لكن هناك خصوصية لبعضها

## التظاهرات السريرية
يصاب السبيل المعدي المعوي في 70% من الحالات، يتضمن ذلك الغيان، الألم البطني، الإقياء، الإسهال، الإمساك، ضخامات كبدية وطحالية.
تشاهد ضخامة الكبد في أغلب الحالات، ولكن اختبارات وظائف الكبد تبقى طبيعية، وقد تتغير بشكل ضئيل.
يشاهد أيضاً حبيبومات في داء البروسيلات المجهضة، والتهابات الكبد في الإصابة بالبروسيلا المالطية، والخراجات في داء البروسيلات الخنزيرية.يصاب الجهاز الهيكلي في 20-60 % من الحالات. تتضمن الإصابات التهابات المفاصل (فخذ، ركبة، كاحل ) , التهابات الفقار، التهاب العظم والنقي، والتهاب المفصل الحرقفي العجزي(و الذي يعد الأكثر شيوعاً). بقدتتأثر الفقرات القطنية مظهرة العلامة الشعاعية المميزة للتآكل الفقري (علامة بودر بونز).
الأعراض العصبية تتضمن التهاب السحايا، التهاب الدكاغ، اعتلالات جذرية، اعتلال أعصاب محيطية، خراجات داخل الدماغ، صلابة نقرة حادة أو مزمنة (و تحدث في أقل من 50% من الحالات ) , و يمكن أن يظهر السائل الدماغي الشوكي زيادة في الخلوية على حساب اللمفاويات، نقص السكر، ارتفاع البروتين، وقد نكشف الجراثيم فيه في أقل من 50% من الحالات، واختبار التراص إيجابي في أكثر من 95% من الحالات.
تعد الإصابة الوعائية القلبية قليلة الحدوث(التهاب الشغاف حوالي 2% من الحالات) و لكنه إن حدث يعد سبباً أساسياً للوفيات.و غالباً نحتاج إلى تبديل الصمامات، واستخدام المضادات الحيوية، كما يشاهد التهاب التامور والعضلة القلبية أيضاً.
الخمج الرئوي يمكن أن يسبب استنشاق، أو أن يكون مصدراً للنزف، ويمكن أن يسبب أي متلازمة في الصدر.
نادراً ما تعزل البروسيلا من المخاط. الخمج البولي التناسلي ممكن أن يتضمن التهاب الخصية والبربخ، التهاب الكلية التقيحي (و هو نادر الحدوث). الإصابات الجلدية غير نوعية، والعلامات الدموية تتضمن فقر الدم، قلة كريات بيض، وقلة صفيحات.

## التشخيص
تعزل البروسيلا من زرع الدم على وسط كاستينادا المتوسط أو من نقي العظم.
قد تتطلب فترة حضانة طويلة تصل إلى ستة أسابيع، لأنها بطيئة النمو لكن في الآلات الأوتوماتيكية الحديثة يظهر الزرع غالباً علامات إيجابية في سبعة أيام.
في تلوين غرام تظهر كتجمعات من العصورات سلبية الغرام، ترى بصعوبة كبيرة.
في الآونة الأخيرة أصبحت التقنيات التشخيصية الجزيئية والتي اعتمدت على المكونات الوراثية للعامل الممرض أكثر شيوعاً.
من الضروري جداً أن نميز البروسيلا عن السالمونيلا، والتي يمكن أن تعزل بزرع الدم، وهي سلبية الغرام أيضاً.
اختبار اليورياز سيحل المشكلة بنجاح، فهو إيجابي في البروسيلا وسلبي في السالمونيلا.
يمكن أن تشاهد البروسيلا أيضاً في خزعة نقي العظم، يشيع اكتساب داء اليروسيلات عند عمال المخابر. يحدث هذا غالباً عندما لا يكون مشكوكاً بوجود الجرثومة في العينة المفحوصة حتى تظهر نتيجة الزرع إيجابية، بهذا الوقت تكون العينات انتقلت بين فريق العمل في المخبر ولمستها أيديهم.
فكرة المعالجة الوقائية هي منع إصابة الأشخاص الذين تعرضوا لجرثومة البروسيلا بالمرض.
تفاعل سلسلة البوليميراز: (PCR)
يظهر وعوداً بالتشخيص السريع للبروسيلا وأنواعها في عينات الدم.لا يعتبر إظهار اختبار الPCR نتيجة إيجابية خلال إتمام المعالجة مؤشراً لنكس المرض.
وصف أيضاً اختبار ال PCR لعينات سوائل ونسج الجسم.
تعتبر قصة تماس الشخص مع الحيوانات موضوع محوري في المناطق الموبوءة، فيجب أن نفكر بالبروسيلا كتشخيص تفريقي عند كل مريض يبدي ارتفاع حرارة غير نوعي.
و في المخبر، الفحوص الكيميائية الحيوية يمكن أن تكون مشخصة.
اختبار الأوكسيداز واختبار الكاتالاز إيجابيا في المرض بمعظم أجناس البروسيلا.
التراص الدموي بعيار أكثر من 160:10 مع وجود تظاهرات وعلامات تتناسب مع المرضيدعم تشخيص داء البروسيلات. ظاهرة الطيات الأربعة، أو أي ارتفاع أو انخفاض في تراص الأجسام الضدية أكثر من 2-4 أسبوع يعطي أيضاً دليل أقوى للتشخيص.
تعتبر الإليزا الاختبار المصلي الثاني الأكثر شيوعاً *16*. حساسية هذا الاختبار كانت 100% عندما تقارن مع زرع الدم، ولكن فقط 44% عندما تقارن مع الاختبارات المصلية الأخرى غير الاليزا.النوعية>99%
في دراسة أجريت على 75 مريض بداء البروسيلات فقط 5 مرضى ممن أظهروا إيجابية اختبار الإليزا كان اختبار التراص في الأنبوب سلبياً لديهم.
بحالة التهاب المفاصل بالبروسيلا تعداد الكريات البيض في السائل الزليل لم تتجاوز 15,000 خلية/مكروليتر *16*.
في داء البروسيلات تسيطر اللمفاويات بشكل أساسي (بعكس التهابات المفاصل بأنواع الجراثيم الأخرى، والذي تسيطر فيه الكريات البيض عديدة النوى والأشكال. كان إنذار داء البروسيلات قبل استخدام الصادات الحيوية الموت في 2% من الحالات، بشكل أساسي بسبب التهاب الشغاف، وكانت إمراضية هذا الداء عالية، وخصوصا بالبروسيلا المالطية، فغالباً ما كان يحصل صمم دائم، وتخرب للنخاع الشوكي. الوقاية تتضمن الآن : السيطرة على المرض في المناطق الموبوءة بالتمنيع منها، وذلك باستخدام السلالة 19 من البروسيلا المجهضة والسلالة Rev1 من المالطية.
تلقيح الماشية الصغار يفيد في الحماية ولكن لا يعطي فعالية كاملة.
بسترة الحليب بشكل روتيني.
اتخاذ إجراءات وقائية صارمة في المخابر.

## المعالجة
لا توجد توصيات سرسرية موثوقة للمعالجة المثلى، ولكن اتباع كورس علاجي مدته 6 أسابيع على الأقل من الريفامبيسين، أو الجنتامايسين والدوكسي سيكلين (يؤخذ مرتين باليوم) هي المشاركة الأكثر استخداماً.و تبدو فعالة. ميزة هذا الأسلوب العلاجيأنه يعتمد على المعالجة الدوائية الفموية دون حقن.*20*
بكل حال، هناك معدل عال من التأثيرات الجانبية (غثيان، إقياء، نقص شهية) ذكرت.
في عام 2013, شهر آب ( ألسون رايس – فشت) PH.R at Texas A&M university و فريقها ادعوا أنهم اقتربوا من اختراع لقاح بشري، سيستخدم بشكل أساسي لتمنيع أفراد الجيش المعرضين للبروسيلا المنتقلة عبر الأسلحة في أرض المعركة.

## داء البروسيلات الحيواني ونوعية المضيف
| Species                   | Host                          |
| ------------------------- | ----------------------------- |
| بروسيلة مالطية ‏           | ماعز وخروف                    |
| بروسيلة مجهضة             | بقرة                          |
| B. canis                  | الكلاب                        |
| بروسيلا سويس ‏             | الخنازير                      |
| بروسيلة غنمية             | خروف                          |
| بروسيلة مالطية ‏           | جيروذ صحراوي (Neotoma lepida) |
| B. pinnipedialis          | زعنفيات الأقدام               |
| B. ceti                   | دلفين، خنزير البحر، حوت       |
| B. microti                | عكبر حقلي (Microtus arvalis)  |
| B. inopinata              | unknown                       |
| Brucella sp. NVSL 07-0026 | baboon                        |

وجدت أصناف البروسيلا أيضاً في الثديات
ممكن أن تسبب أنواع البروسيلا الإجهاض عند أنثى الحيوانات حيث تستعمر طبقة الأرومة الغاذية في المشيمة، وتسبب العقم عند ذكور الحيوان
الأدوية التي تمتلك تأثيراً مضاداً للبروسيلا تتضمن : التتراسيكلينات، الأمينوغليكوزيدات(ستربتومايسين من عام 1947) , الجنتامايسين(نيلتيمايسين) الريفامبيسين، الكينولونات (السفترياكسون), و الجيل الثالث من السيفالوسبورينات.
علاج داء البروسيلات غير المختلط يتضمن :
ستربتومايسين+ دوكسي سيكلين لمدة 6 أسابيع
TMP/SMX + دوكسي سيكلين لمدة 6 أسابيع
ريفامبيسين+ دوكسي سيكلين لمدة 6 أسابيع
أما علاج داء البروسيلا تالمختلط(التهاب شغاف، التهاب سحايا) لم يتفق على شكل نهائي محدد له، ولكن عادة نستخدم الأدوية الثلاثة المضادة للبروسيلا لمدة 3 أشهر.

## العوامل الممرضة المحتمل أن تكون مسؤولة عن الطاعون الذي ظهر في في Thebes
بالعودة إلى المقال الذي نشر في كانون الثاني عام 2012 في الأمراض الخمجية الإسعافية، العوامل الممرضة التي تتناسب مع المواصفات التي ذكرت في الطاعون الذي ظهر في Oedipus Rex , هي أنواع اللايشمانيا، اللولبية الرفيعة، البروسيلا المجهضة، فيروسات الجدري، والفرانسيللة التوريلامية.بينما لاحظ الكاتب أن تطور المرض في الآونة الأخيرة، جعل هذا الأمر غير محتمل، فقد افترضوا احتمالية أن يكون له عامل يصيب الماشية، أما الإنسان فقد يصاب من السالمونيلا المعوية التيفية، أو نوع آخر.أو أن الأنواع القديمة من البروسيلا هي التي كانتت تتسبب بمواتية عالية.

## علم الجينوم(وراثيات)
جينات معظم أنواع البروسيلا صنفت ورمزت بشكل نموذجي من 3,200 إلى 3,500 على السلاسل التي تحوي ثلاثيات النكلوتيدات المتتالية المكشوفة QRF
1-البروسيلا المجهضة A13334, 3,401 ORFs
2- البروسيلا الكلبية ATCC 23365, 3,408 ORFs
3- البروسيلا المالطية CCM 4915, 3,346 ORFs
4-البروسيلا MicrotiCCM 4915, 3,346 ORFs
5-البروسيلاOvisATCC 25840, 3,193 ORFs
6- البروسيلاPinnipedialisB2/94, 3,505 ORFs
7-البروسيلا الخنزيرية 1330, 3,408 ORFs
المعلومات الوراثية لهذه السلاسل وغيرها من أنواع البروسيلا متاحة في قواعد بيانات GOLD و PATRIC

## تأثير الضوء الأزرق
الخمج بالبالعات الكبيرة عند الإصابة بالبروسيلا المجهضة يمكن أن يتم حثه بالضوء الأزرق بالنمط البري.
و لمنع محدود في الطفرات التغير موجودة أو الغير نشطة ضوئياً , مشيراً إلى وظيفة الهيستيدين كيناز المعتمد على الفلافين كمستقبل ضوئي يضبط خبث البروسيل المجهضة.
و بالعكس حرمان البروسيلا من طول الموجات الأزرق يحطم قدرتها على التكاثر بمعدل 90%.

## روابط خارجية
- Brucella genomes and related information at PATRIC, a Bioinformatics Resource Center funded by NIAID
- Brucella Genome Projects (from Genomes OnLine Database)
- Comparative Analysis of Brucella Genomes (at وزارة الطاقة الأمريكية IMG system)
- Brucella Bioinformatics Portal
- Brucellosis subject guide نسخة محفوظة 4 فبراير 2016 على موقع واي باك مشين. of the University of Navarra